# Danilo Pennone
Danilo Pennone, né à Rome, le 14 juillet 1963, est un écrivain italien.

## Biographie
Diplômé en Lettres modernes en 1988 à l'Université de Rome (avec une thèse sur l'écrivain et chroniqueur irlandais de langue anglaise et irlandaise Flann O'Brien), Danilo Pennone enseigne dans un collège à  Rome.
Ses premières publications remontent à la fin des années 1980 avec divers essais sur la mythologie celtique. Il a commencé dans la narration avec le roman Confessioni di una mente criminale (en français : Confessions d'un esprit criminel) dont a été tiré la pièce de théâtre du même titre.
En 2007 il a fait jouer la comédie musicale Era l’estate dell’amore (en français : C'était l'été de l'amour), mise en scène par Greg, dont il est l'auteur et le compositeur. Depuis 2006, il collabore au centre d'histoire du cinéma de l'université de Rome « La Sapienza ».
L'histoire Grand Hotel due omicidi, en 2019, le qualifie pour le prix Ceresio in Giallo. Le roman Delitto di Ferragosto, en 2023, le qualifie pour le Prix NebbiaGialla, .

## Œuvre

### Nouvelles
- Diversivo Coniugale, in Storie, no 27/28, 1997
- Grand Hotel due omicidi, in Delitti di lago 4[5],[6], no 4, Morellini Editore, 2020 -  (ISBN 978-88-629-8744-8)

### Romans
- Confessioni di una mente criminale, Newton Compton Editori, 2008 -  (ISBN 88-541-1021-3)

#### Série Mario Ventura
- Il cadavere del lago (Le indagini del commissario Ventura Vol. 1), Newton Compton Editori, 2019 -  (ISBN 978-88-227-2551-6)
- Delitto alle saline (Le indagini del commissario Ventura Vol. 2), Newton Compton Editori, 2020 -  (ISBN 978-88-227-4293-3)
- Delitto di Ferragosto  (Le indagini del commissario Ventura Vol. 3), Newton Compton Editori, 2022 –  (ISBN 978-88-227-5976-4)

### Essais
- Il ritorno di Finn MacCool, dans Abstracta, no 41, 1989
- I druidi d'Irlanda, dans Abstracta, no 51, 1990
- Le fate irlandesi, dans Conservazione, no 13, 1990
- I Celti, miti e leggende, Stile Regina Editrice, 1990
- La semiosi dello specchio e il suo uso simbolico nel cinema americano, dans Cimena, no 3, 2006-  (ISBN 88-89604-14-X)
- Flann O'Brien: uno scrittore fra eccentricità e sperimentazione, dans Avanguardia, no 34, 2007
- Il cibo e la fame nel cinema picaresco di Sergio Citti, dans Cimena, no 4, 2008-  (ISBN 978-88-89604-37-3)
- Cinema spagnolo, dans Cineuropa. Storia del cinema europeo, 2009 -  (ISBN 978-88-89604-59-5)
- Cinema portoghese, dans Cineuropa. Storia del cinema europeo, 2009 -  (ISBN 978-88-89604-59-5)

## Pièces de théâtre
- 2007, Era l'estate dell'amore
- 2009, Confessioni di una mente criminale
- 2012, Un, deux, trois… Pam, Ham![7]

## Discographie
- 2004, Benedetto amore (Interbeat INTS 20-04)
- 2006, Bastava che ci capissimo io e i miei (Interbeat INT 01-06), Storie di Note
- 2009, Il paese che non c’è (Interbeat INTS 09)
- 2012, Straniero (Interbeat - Musica&Teste M&T 03-12), Egea